# Shijingshan
Shijingshan (chiń. upr. 石景山区; chiń. trad. 石景山區; pinyin Shíjǐngshān Qū) –  dzielnica Pekinu położona na zachód od centrum miasta, część obszaru Zachodnich Wzgórz. Dzielnica składa się z 9 poddzielnic. 
Liczy 86 km² powierzchni i 489 439 mieszkańców (2000). Jej kod pocztowy to 100043.

## Atrakcje turystyczne
- Świątynia Cheng’en
- Świątynia Fahai